# Миодраг Ђилас
Миодраг Ђилас (1932. — Обреновац, 21. мај 2022.) био је српски сликар.

## Биографија
Миодраг Ђилас је 1958. завршио Академију примењених уметности у Београду. Имао је на десетине самосталних изложби и учествовао на великом броју колективних поставки у земљи и иностранству, а од 1982. редовно је излагао у Берлину.

## Мишљења критичара
Никола Кусовац:
„Ђилас је био надахнут лепенском скулптуром, средњовековним манастирима, ликовима српских владара и светитеља, Косовом. Није то глорификација, ни реалистичко представљање Грачанице или Хиландара, нити било које средњовековне задужбине. То је тек упирање прстом на бит наше судбине, на место где се налази одговор на оно што јесмо, где су генски записи који објашњавају наше понашање“.
Павле Васић:
"Ђилас припада струји фантастике са деликатним осећајем за појединости и њихов ликовни израз".
Срето Бошњак:
„Тај чудесан спој реалног, надреалног и фантастичног на Ђиласовој слици увек је обојен једним снажним доживљајем или једном реминисценцијом или мисаоно-филозофском конструкцијом. Тако слика добија карактер споне између живота и смрти, смисла и бесмисла, вечног и пролазног, управо онако како се то догађа у једној густо тканој песми. Зато „прича“ Ђиласове слике и не може бити рационално објашњива-она се доживљава као сан или слуша као музика. У тој његовој причи искази су дати више ликовно-симболички а мање литерарно-дескриптивно.  Слика је пре свега ликовно-језичка чињеница одређене семантичке структуре и симболичке затворености, а то је ваљда и потврда зрелости једног сликара...“